# Лебанон Тауншип (округ Вейн, Пенсільванія)
Лебанон Тауншип (англ. Lebanon Township) — селище (англ. township) в США, в окрузі Вейн штату Пенсільванія. Населення — 678 осіб (2020).

## Демографія
Згідно з переписом 2010 року, у селищі мешкали 684 особи в 279 домогосподарствах у складі 201 родини. Було 440 помешкань
Расовий склад населення:
| - 97,1 % — білих - 1,6 % — чорних або афроамериканців - 0,4 % — азіатів |

До двох чи більше рас належало 0,7 %. Частка іспаномовних становила 1,6 % від усіх жителів.
За віковим діапазоном населення розподілялося таким чином: 20,9 % — особи молодші 18 років, 60,5 % — особи у віці 18—64 років, 18,6 % — особи у віці 65 років та старші. Медіана віку мешканця становила 46,9 року. На 100 осіб жіночої статі у селищі припадало 98,3 чоловіків;  на 100 жінок у віці від 18 років та старших — 98,2 чоловіків також старших 18 років.
Середній дохід на одне домашнє господарство  становив 69 906 доларів США (медіана — 49 875), а середній дохід на одну сім'ю — 79 106 доларів (медіана — 57 083). Медіана доходів становила 36 250 доларів для чоловіків та 20 893 долари для жінок. За межею бідності перебувало 11,7 % осіб, у тому числі 20,5 % дітей у віці до 18 років та 5,4 % осіб у віці 65 років та старших.
Цивільне працевлаштоване населення становило 314 осіб. Основні галузі зайнятості: роздрібна торгівля — 20,4 %, будівництво — 15,6 %, освіта, охорона здоров'я та соціальна допомога — 14,0 %.